# SPAC工法
ＳＰＡＣ工法(すぱっくこうほう：Steel Plate and Aramidfiber Composite の略）とは既存の柱に鋼板をかぶせさらに耐震補強アラミド繊維をかぶせグラウド充填することで完成させる耐震補強工事法である。特許第3861079号。発明者は関東学院大学槇谷榮次教授（後に名誉教授）である。柱周りしか工事しないため居ながらにして耐震補強工事出来るのが最大の特徴である。「鋼板併用アラミド繊維シート巻き工法」と呼ぶのが一般的である。2011年「パークサイド平塚」でＳＰＡＣ工法がモデル事業として実施され国土交通省から２億円の補助金が交付された。